# Kampong Ayer
Kampong Ayer – osada na palach znajdująca się na obszarze miasta Bandar Seri Begawan, stolicy Brunei. Jedna z największych tego typu osad na świecie; w 2021 roku zamieszkiwana przez prawie 9 tys. osób, choć w przeszłości licząca nawet kilkadziesiąt tysięcy mieszkańców.

## Charakterystyka
Kampong Ayer znajduje się w dolnym biegu rzeki Brunei, niedaleko jej ujścia do Morza Południowochińskiego. Dokładna data założenia osady nie jest znana, z pewnością istnieje ona co najmniej od XVI wieku, ponieważ w 1521 roku opisał ją włoski podróżnik, Antonio Pigafetta, uczestnik wyprawy Magellana, który nazwał osadę „Wenecją Wschodu”.
Kampong Ayer było miejscem, w którym rozpoczęło się osadnictwo na obszarze dzisiejszego Brunei. Niegdyś był to duży ośrodek administracyjny, handlowy, edukacyjny i kulturalny. Z czasem, po zakończeniu okresu świetności, miejscowość przejęła funkcje czysto mieszkalne.
Osada do dziś zachowała swoją odrębność i samowystarczalność – działają tutaj sklepy, szkoły, meczety, restauracje, komisariat policji, remiza strażacka, galeria sztuki oraz szpital. Domy wzniesione są na palach i tworzą kompleksy połączone ze sobą labiryntem drewnianych chodników (jembatan) o łącznej długości ok. 30 km. 

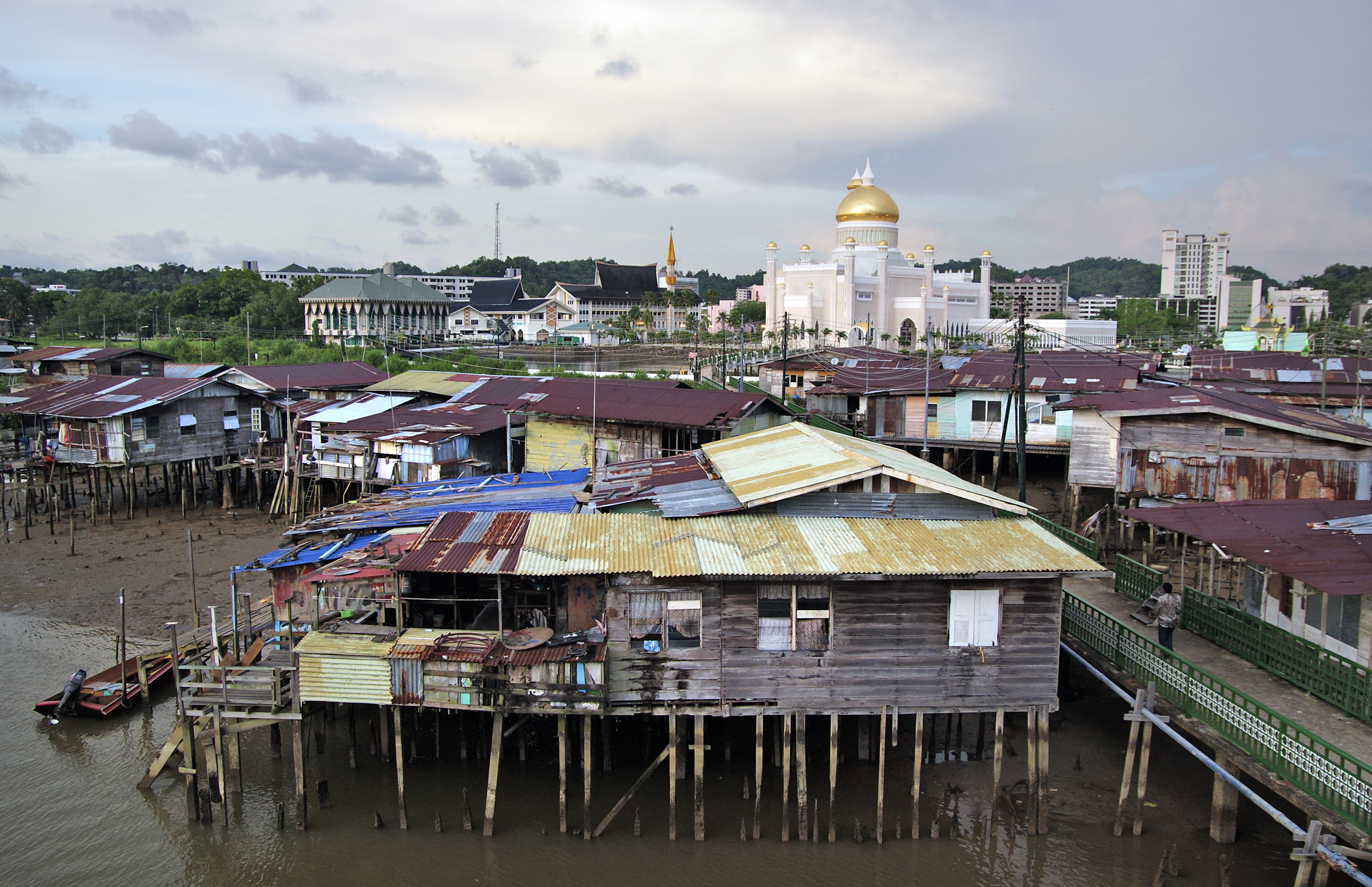
Widok na Kampong Ayer. W tle nowoczesne zabudowania w centrum Bandar Seri Begawanu (2009)

Zabudowania, choć drewniane i prymitywnie wyglądające z zewnątrz, najczęściej mają dostęp do bieżącej wody, energii elektrycznej oraz internetu. Na terenie osady obok tradycyjnych domów z drewna, również na palach powstały bardziej nowoczesne, betonowe konstrukcje, mające być odporne na pożary.
Jeszcze na początku XXI wieku populacja Kampong Ayer wynosiła ponad 30 tys. mieszkańców, co stanowiło 1/10 populacji całego państwa. Osada jednak się wyludnia; jej mieszkańcy przeprowadzają się do nowych bądź zmodernizowanych budynków w innych częściach miasta. W 2011 roku w Kampong Ayer mieszkało ok. 13 tys. osób, a według spisu powszechnego przeprowadzonego w 2021 roku – już tylko niecałe 9 tys.
Poz względem administracyjnym od 1977 roku Kampong Ayer obejmuje obszar sześciu mukimów położonych w południowej części Bandar Seri Begawanu – Saba, Sungai Kedayan, Peramu, Burong Pingai Ayer, Tamoi i Sungai Kebun – o łącznej powierzchni wynoszącej ok. 10 km². Do każdego mukimu przynależy kilka wiosek (w sumie ok. 30), a na czele każdego z mukimów stoi penghulu.

## Galeria

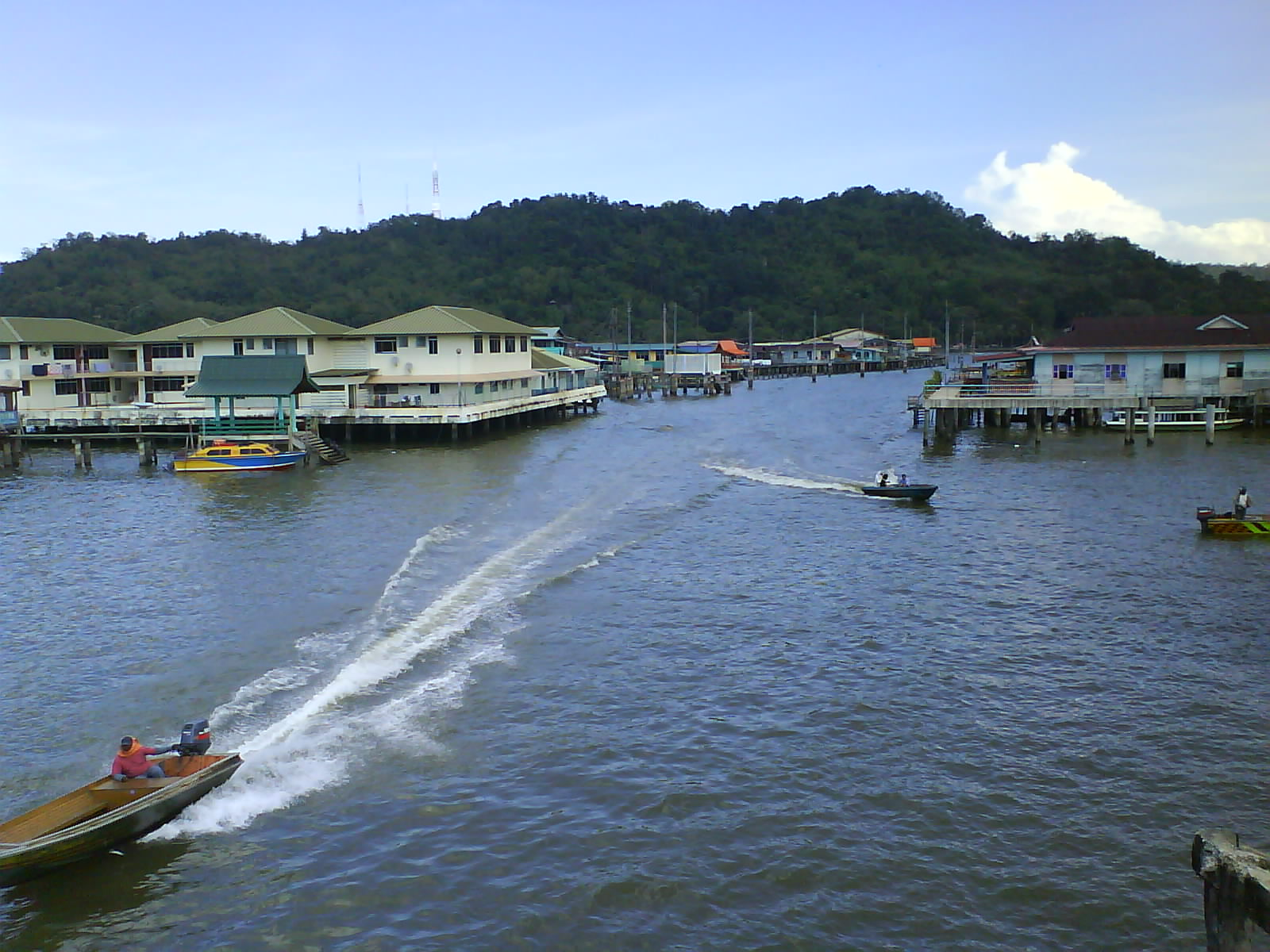
Taksówki wodne na rzece Brunei w Kampong Ayer (2009)
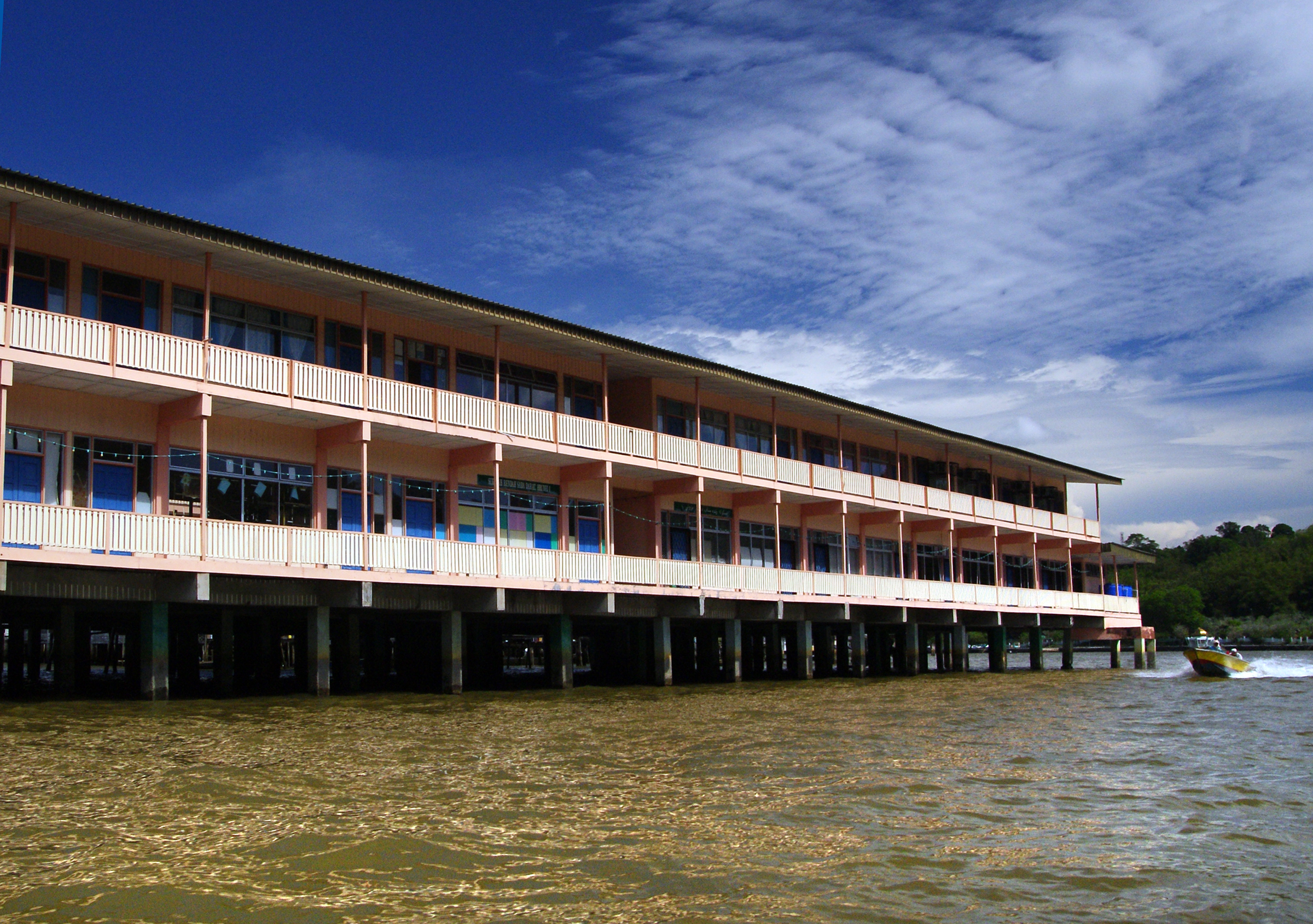
Budynek szkoły (2009)
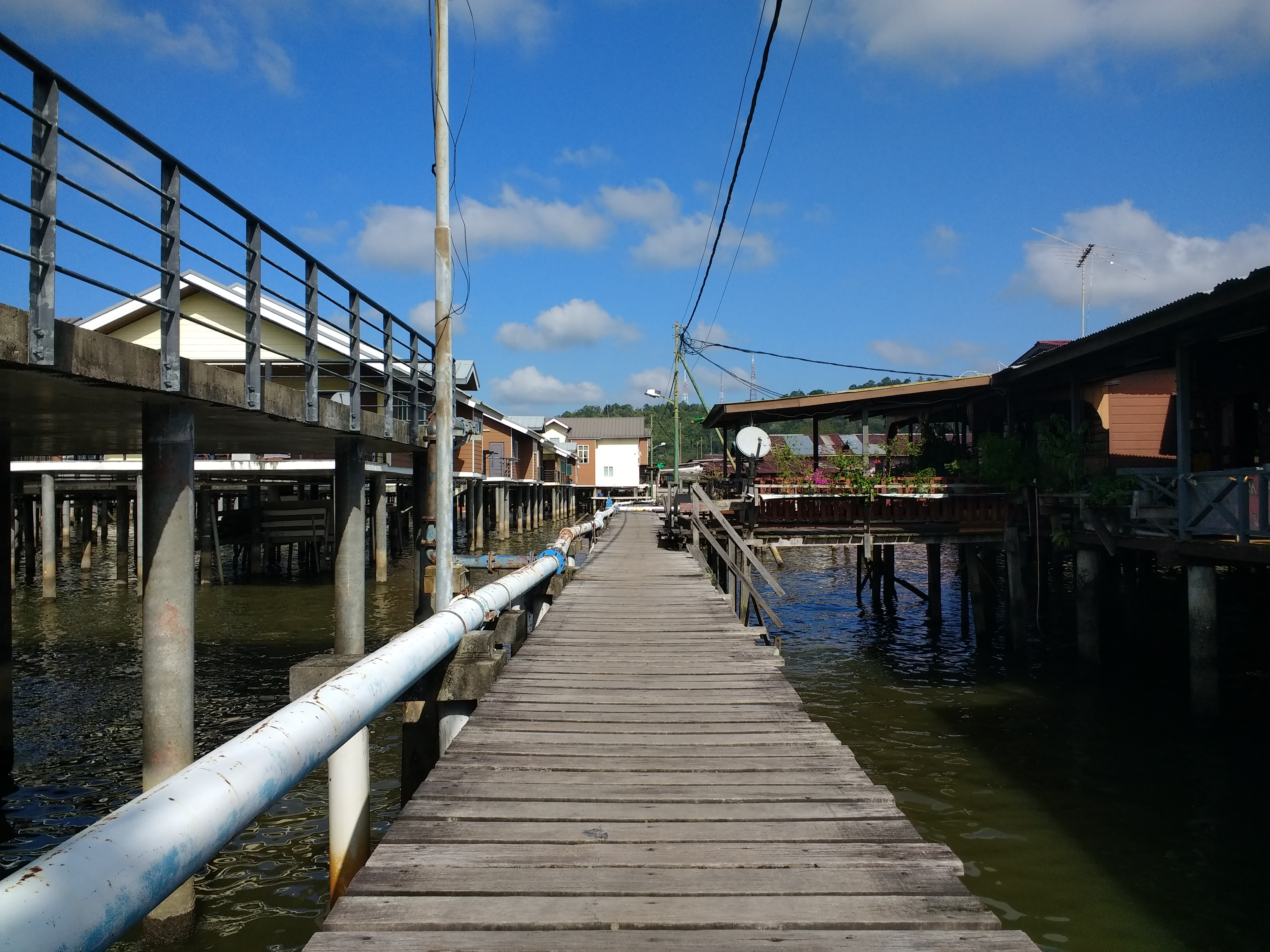
Jeden z drewnianych chodników na terenie osady (2019)
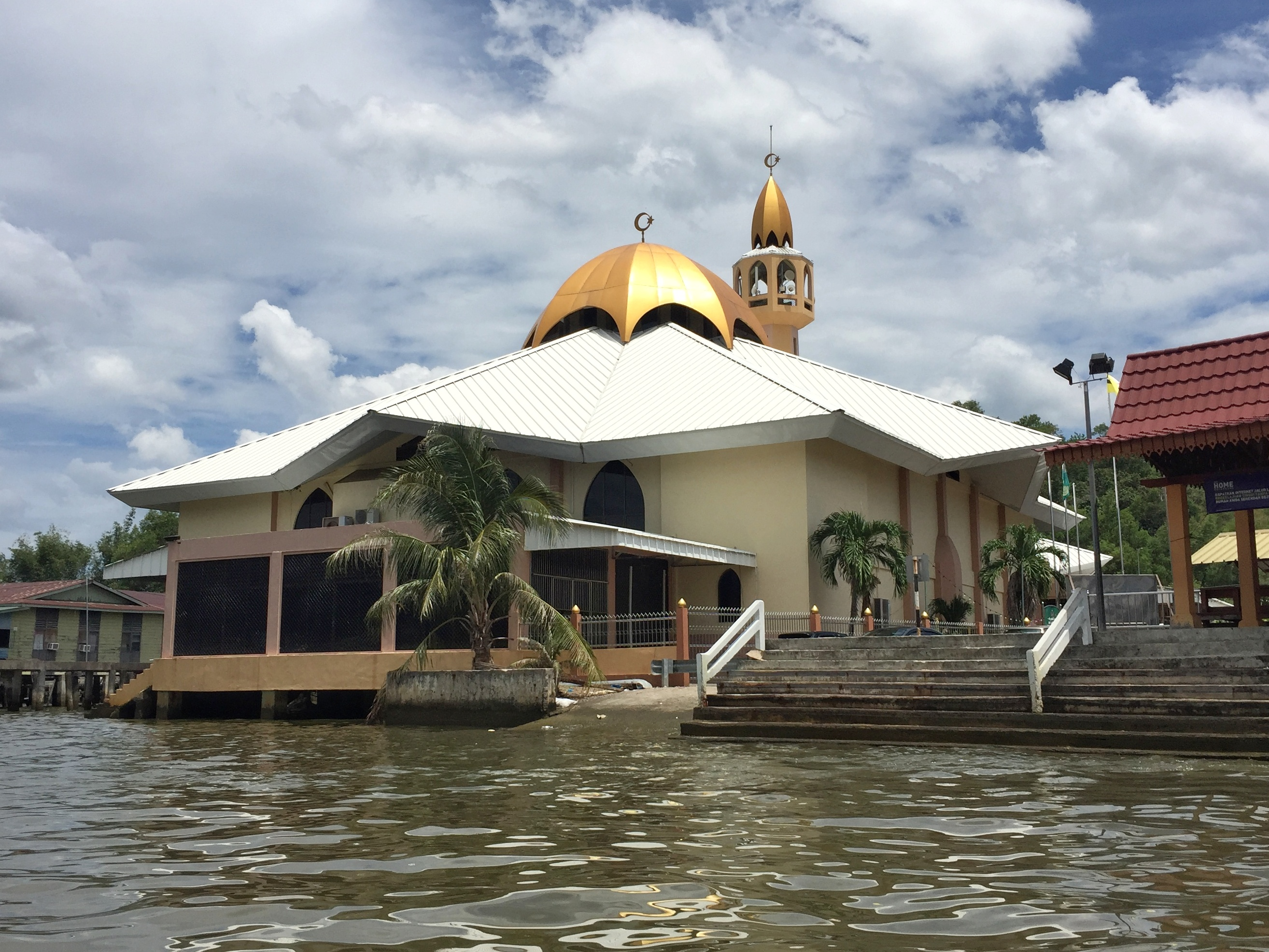
Meczet Al-Muhtadee Billah w mukimie Sungai Kebun (2021)
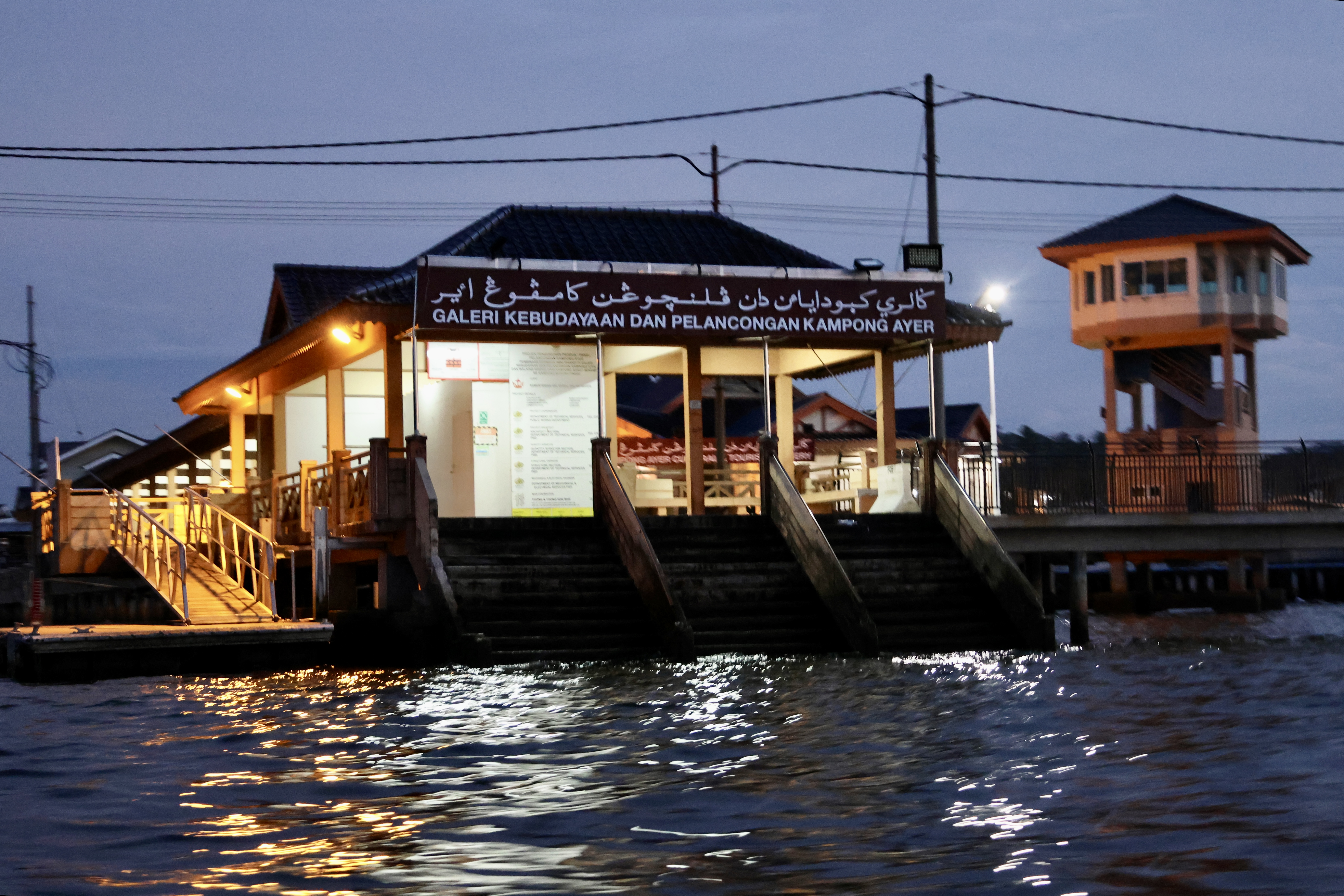
Galeria Kultury i Turystyki w Kampong Ayer (ang. Kampong Ayer Cultural and Tourism Gallery) (2023)
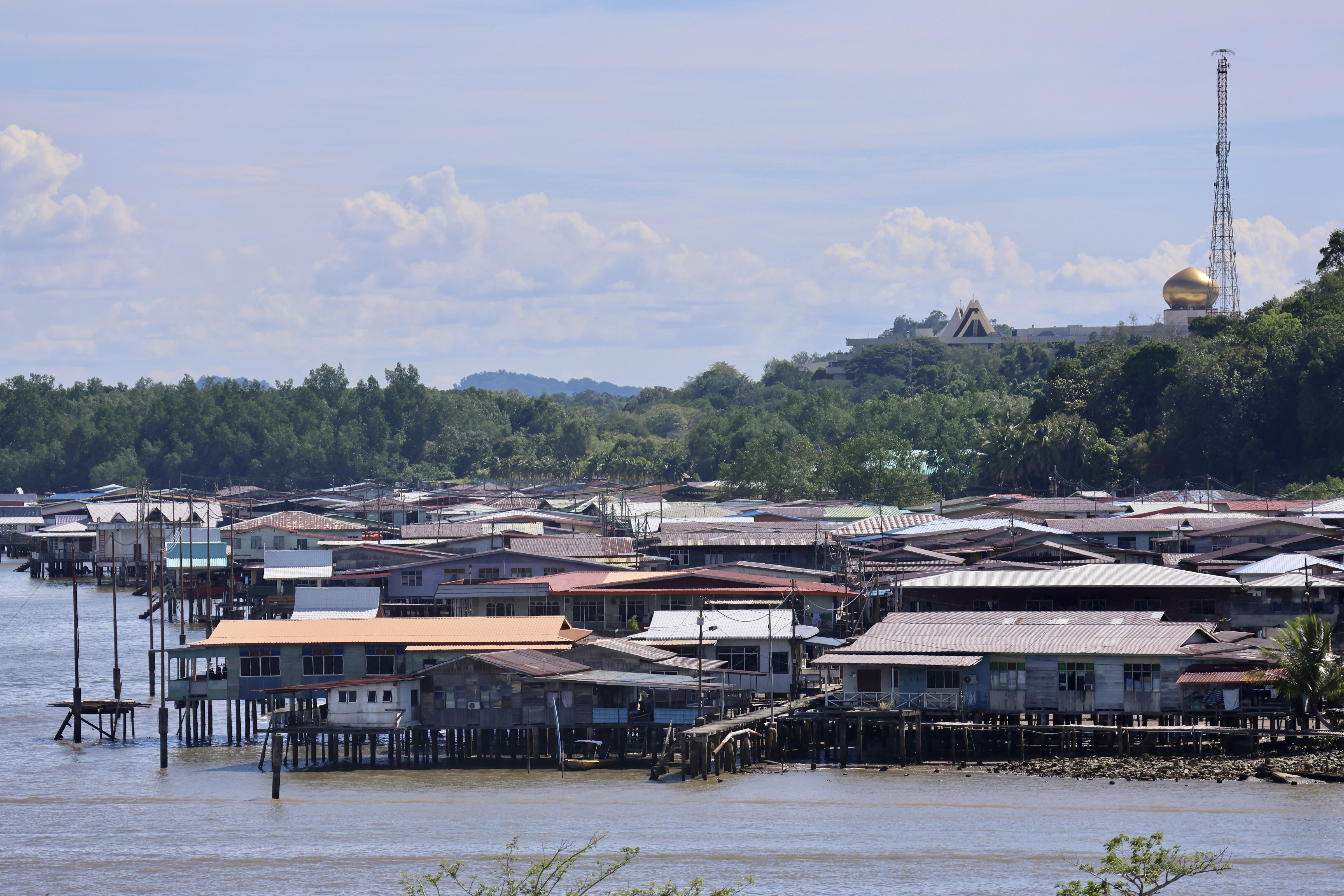
Mukim Tamoi (2023)